# Sycanthidae
Sycanthidae är en familj av svampdjur. Sycanthidae ingår i ordningen Leucosolenida, klassen kalksvampar, fylumet svampdjur och riket djur. Enligt Catalogue of Life omfattar familjen Sycanthidae 3 arter. 
Kladogram enligt Catalogue of Life:
| Sycanthidae | \| \| Dermatetron \| \| \| \| \| \| Sycantha \| \| \| \| |
|             | \| \| Dermatetron \| \| \| \| \| \| Sycantha \| \| \| \| |
|             | Achramorphidae                                           |
|             |                                                          |
|             | Amphoriscidae                                            |
|             |                                                          |
|             | Grantiidae                                               |
|             |                                                          |
|             | Heteropiidae                                             |
|             |                                                          |
|             | Jenkinidae                                               |
|             |                                                          |
|             | Lelapiidae                                               |
|             |                                                          |
|             | Leucosolenidae                                           |
|             |                                                          |
|             | Leucosoleniidae                                          |
|             |                                                          |
|             | Sycettidae                                               |
|             |                                                          |
|             | Dermatetron                                              |
|             |                                                          |
|             | Sycantha                                                 |
|             |                                                          |

|  | Dermatetron |
|  |             |
|  | Sycantha    |
|  |             |